# National Premier Leagues Tasmania
La National Premier Leagues Tasmania es una liga australiana de fútbol semiprofesional que cubre todas las regiones de Tasmania. La liga es una subdivisión de las National Premier Leagues y comenzó en 2013 con ocho equipos. A nivel nacional, la liga se encuentra por debajo de la A-League y por encima de las competiciones del campeonato regional de Tasmania (con quienes existirán la promoción y el descenso a partir de la temporada 2019 en adelante).

## Historia
Antes de la NPL Tasmania, la liga estatal anterior que incluía a equipos de todo Tasmania no se había disputado desde 1999. El nivel más alto de fútbol que se jugaba en Tasmania estaba en dos ligas regionales en el norte y el sur del estado.
La liga fue formada en 2012 por Federación de Fútbol de Tasmania y la primera temporada comenzó en 2013. FFT se refirió a la liga como la T-League durante la planificación previa al establecimiento de la liga. Entre 2012 y 2014, la liga fue conocida como Victory League debido al patrocinio del club Melbourne Victory de la A-League. En 2015, la liga fue oficialmente conocida como PS4 Victory League también por razones de patrocinio. En 2016, la liga cambió de nombre nuevamente a National Premier Leagues Tasmania en línea con otras divisiones dentro de la NPL.
Los clubes iniciales recibieron licencias para ser miembros de la liga durante tres temporadas entre 2013 y 2015. En 2015, el FFT Board analizó los clubes dentro y fuera del campo. Según este análisis, a seis de los ocho clubes de la NPL Tasmania se les ofrecieron licencias por tres temporadas adicionales entre 2016 y 2018. Glenorchy Knights FC y Launceston City FC debieron volver a solicitar la membresía y competir con otros clubes por los dos últimos puestos de la liga en 2016. Riverside Olympic FC, University of Tasmania, Clarence United FC y New Town Eagles también solicitaron los dos puestos además de Glenorchy y Launceston City. En agosto de 2015 se anunció que Clarence United y Launceston City habían obtenido las licencias disponibles entre 2016 y 2018.
Hasta 2017, los mejores equipos de la liga también se clasificaron para una serie de finales de final de temporada en Tasmania. Entre 2013-15, el ganador de la serie de finales locales recibió la Victoria Cup. En 2013 y 2014, los cuatro mejores equipos participaron en la serie final. En 2015, la serie de finales se ha ampliado para incluir a los seis mejores equipos de la liga, así como a los campeones del Northern Championship y del Southern Championship. En 2016, la copa de la serie de finales de temporada pasó a llamarse League Cup debido a la caducidad de los acuerdos de patrocinio, y se descartó por completo después del final de la temporada 2017.
En 2019, la liga se expandió a nueve equipos. Sin embargo, después de la temporada, dos clubes se fusionaron y la liga volvió a tener ocho equipos.

## Formato
A finales de 2016, FFT anunció que ampliará la liga a diez equipos e introducirá un sistema de ascenso / descenso. El ganador de los campeonatos Northern and Southern Championships de 2018 fue ascendido a NPL Tasmania y tuvo la competencia con diez equipos para 2019, sin embargo, los Northern Rangers se retiraron de la liga dejando nueve clubes. Desde el final de la temporada 2019, los ganadores de los campeonatos  se enfrentarán entre sí y el ganador reemplazará automáticamente al último clasificado en la NPL Tasmania, mientras que el perdedor de los campeonatos del Northern and Southern Championships jugará un play-off adicional por un lugar en el NPL Tasmania en la temporada siguiente contra el penúltimo club de NPL Tasmania. Después de 2019, dos clubes se fusionaron y bajaron la liga a ocho clubes.
El objetivo de la liga es estar formado por diez clubes repartidos geográficamente por Tasmania (aunque actualmente hay ocho). El equipo en la parte superior de la tabla se considera el campeón de la liga y califica para jugar en la serie de finales de la National Premier Leagues contra los campeones de los otros estados.

## Equipos 2021
| Equipo                    | Ciudad     | Debut | Estadio                | Capacidad |
| ------------------------- | ---------- | ----- | ---------------------- | --------- |
| Clarence Zebras           | Clarence   | 2020  | Wentworth Park         | 5 500     |
| Devonport City            | Devonport  | 2013  | Valley Road Ground     | 1 200     |
| Glenorchy Knights         | Glenorchy  | 2013  | KGV Park               | 4 000     |
| Kingsborough Lions United | Kingston   | 2013  | Lightwood Park         | 1 000     |
| Launceston City           | Prospect   | 2013  | Buckly Land Rover Park | 1 000     |
| Olympia Warriors          | Warrane    | 2013  | Warrior Park           | 1 000     |
| Riverside Olympic         | Launceston | 2019  | Windsor Park           | 1 000     |
| South Hobart              | Hobart     | 2013  | South Hobart Ground    | 4 500     |

## Campeones
| Temporada | Campeón              | Subcampeón           | Notas                                                |
| --------- | -------------------- | -------------------- | ---------------------------------------------------- |
| 2013      | South Hobart FC      | Devonport City FC    | Temporada inaugural con 8 equipos                    |
| 2014      | South Hobart FC      | Hobart Zebras FC     |                                                      |
| 2015      | Olympia Warriors FC  | South Hobart FC      | Primera temporada con descenso                       |
| 2016      | Devonport City FC    | Hobart Zebras FC     |                                                      |
| 2017      | South Hobart FC      | Olympia Warriors FC  |                                                      |
| 2018      | Devonport City FC    | South Hobart FC      | Northern Rangers FC se movió a Northern Championship |
| 2019      | Devonport City FC    | South Hobart FC      | Ampliación a 9 equipos.                              |
| 2020      | Devonport City FC    | Glenorchy Knights FC | Reducción a 8 equipos                                |
| 2021      | Glenorchy Knights FC | Devonport City FC    |                                                      |

## Títulos por club
| Club                 | Títulos | Años campeón           | Subcampeonatos | Años subcampeón |
| -------------------- | ------- | ---------------------- | -------------- | --------------- |
| Devonport City FC    | 4       | 2016, 2018, 2019, 2020 | 1              | 2013, 2021      |
| South Hobart FC      | 3       | 2013, 2014, 2017       | 2              | 2015, 2018      |
| Olympia Warriors FC  | 1       | 2015                   | 2              | 2017, 2019      |
| Glenorchy Knights FC | 1       | 2021                   | 1              | 2020            |
| Hobart Zebras FC     | -       | -                      | 2              | 2014, 2016      |